# Глинков, Евгений Георгиевич
Евгений Георгиевич Глинков (8 (21) января 1903, г. Николаев, ныне Украина — 1 июля 1973, Ленинград) — советский военный гидрограф. Инженер-контр-адмирал. Военно-морской атташе при посольстве СССР в США в период с 1947 по 1950 год.

## Биография
В 1922 году окончил один курс Московского высшего технического училища после чего поступил в Военно-морское гидрографическое училище, которое окончил в 1925 году.
Начал службу в Военно-морском флоте СССР в 1922 году.
С 1925 по 1929 год проходил службу на гидрографических судах (ГИСУ) "Соломбала", "Таймыр", "Помор" Управления безопасности кораблевождения на Севере (УБЕКО-север) в качестве помощника командира.
С 1929 по 1933 год проходил службу в должностях производителя работ, старшего производителя работ, начальника партии, начальника береговой партии, начальника партии, командира гидрографического судна (ГИСУ) "Купава".
С 1933 по 1935 год обучался на Гидрографическом факультете Военно-морской академии имени К. Е. Ворошилова.
С 1935 по 1940 год служил в Северной гидрографической экспедиции на должности начальника гидрографического отряда и одновременно в Гидрографическом управлении ВМФ на должностях начальника отделения и заместителя начальника 4-го отдела, начальника 1-го отделения картографическо-составительного отдела.
C 1940 года - главный редактор картографического отдела Гидрографического управления ВМФ. В этом же году участвовал в комиссии по установлению демаркационной линии в районе полуострова Ханко. Стал членом КПСС .
С февраля 1941 — заместитель начальника Гидрографического управления ВМФ. В этой же должности встретил Великую Отечественную войну.
В 1942 году, за работу по обеспечению флота картами, награждён орденом Красной Звезды и досрочно получил очередное воинское звание. Командование отмечало, что благодаря его заслугам удалось резко увеличить тиражность карт и в несколько раз ускорить процесс составления новых карт.
Во второй половине 1944 находился в США для изучения организации гидрографической службы.
С декабря 1944 года - начальник Картографического Управления Гидрографии ВМФ.
В 1945 году присвоено звание Инженер-контр-адмирал.
В годы Великой Отечественной войны являлся руководителем картографического обеспечения боевой деятельности ВМФ. За заслуги в этой деятельности награждён орденами Красного знамени (1944) и Нахимова II степени (1945). Командованием отмечалось, что все потребности, возникающие у флотов в картах, обеспечивались своевременно и полностью на всех этапах войны,  несмотря на все трудности: перебазирование из Ленинграда в условиях блокады, отсутствие производственной базы, появление новых типов карт.
В 1946 году служил на должностях Начальника Морского картографического Института ВМФ и заместителя начальника Гидрографического управления ВМС.
С августа 1946 года - в распоряжении ГРУ Генерального штаба ВС СССР. 
С января 1947 года по июль 1950 года -  военно-морской атташе при посольстве СССР в США.
С 1951 по 1955 - Заместитель начальника Гидрографического управления ВМФ по гидрографии. В 1955 году- Заместитель начальника Гидрографической службы ВМФ.
С ноября 1955 в отставке.
Умер в 1973 году. Похоронен на Красненьком кладбище.

## Награды
- Орден Ленина (1947)[1];
- Орден Красного Знамени (1944) [3][1];
- Орден Красного Знамени (1952)[1];
- Орден Нахимова II степени (1945) [4][1];
- Орден Красной Звезды (1942) [5][1];
- Медаль «За победу над Германией в Великой Отечественной войне 1941—1945 гг.»;
- другие медали[1]

## Сочинения
- Курс кораблевождения. Т. 4. Навигационные пособия. Л., 1960.